# Piosenki piwnicznych kompozytorów Vol. 1 (album)
Piosenki piwnicznych kompozytorów Vol. 1 – album koncertowy artystów występujących na deskach krakowskiej Piwnicy pod Baranami.
Nagrania dokonano podczas koncertu, który odbył się w Teatrze STU w Krakowie 9 kwietnia 1989. Na płycie opatrzonej numerem 1 wydano piosenki w wykonaniu: Aleksandry Maurer, Grażyny Barszczewskiej, Grzegorza Turnaua, Anny Szałapak, Tamary Kalinowskiej, Zbigniewa Raja i Haliny Wyrodek. W 2004 Pomaton EMI wydała podwójny album składający się z całości materiałów zarejestrowanych podczas koncertu w 1989.

## Lista utworów
| 1.  | "Pieśń kochanków"                                                                  | 3:54  |
|     | - muz. S. Radwan, sł. S. Baliński, śpiew Aleksandra Maurer                         |       |
| 2.  | "Szarooki król"                                                                    | 1:48  |
|     | - muz. A. Zarycki, sł. A. Achmatowa, śpiew Grażyna Barszczewska                    |       |
| 3.  | "Zamęt"                                                                            | 2:12  |
|     | - muz. A. Zarycki ; sł. A. Achmatowa, śpiew Grażyna Barszczewska                   |       |
| 4.  | "Rozstanie"                                                                        | 4:41  |
|     | - muz. A. Zarycki ; sł. A. Achmatowa, śpiew Grażyna Barszczewska                   |       |
| 5.  | "W blaskach zachodu"                                                               | 3:44  |
|     | - muz. A. Zarycki ; sł. A. Achmatowa, śpiew Grażyna Barszczewska                   |       |
| 6.  | "Walc"                                                                             | 3:01  |
|     | - muz., sł. i śpiew Tamara Kalinowska                                              |       |
| 7.  | "Figowe liście"                                                                    | 2:57  |
|     | - muz. J. K. Pawluśkiewicz, sł. Z. Książek, śpiew Grzegorz Turnau                  |       |
| 8.  | "Zaklinanie, czarowanie"                                                           | 3:14  |
|     | - muz. J. K. Pawluśkiewicz, sł. M. Zabłocki, śpiew Anna Szałapak                   |       |
| 9.  | "To się nie zdarzy"                                                                | 4:23  |
|     | - muz. J. K. Pawluśkiewicz, sł. M. Zabłocki, śpiew Anna Szałapak i Grzegorz Turnau |       |
| 10. | "Plac na groblach"                                                                 | 4:46  |
|     | - muz. J. K. Pawluśkiewicz, sł. Z. Książek, śpiew Grzegorz Turnau                  |       |
| 11. | "Wszystko było tak dobrze i tak się popsuło"                                       | 2:56  |
|     | - muz. Z. Raj, sł. St. I. Witkiewicz, śpiew zespół Piwnicy pod Baranami            |       |
| 12. | "Do przyjaciół gówniarzy"                                                          | 4:07  |
|     | - muz. Z. Raj, sł. St. I. Witkiewicz, śpiew Zbigniew Raj                           |       |
| 13. | "Niech pan zajmie mi miejsce"                                                      | 4:07  |
|     | - muz. Z. Raj, sł. S. Barańczak, śpiew Anna Szałapak                               |       |
| 14. | "Matka Boska Częstochowska"                                                        | 5:26  |
|     | - muz. Z. Raj, sł. J. Lechoń, śpiew Aleksandra Maurer                              |       |
| 15. | "Sonet"                                                                            | 3:06  |
|     | - muz. P. Walewski, sł. William Szekspir, śpiew Halina Wyrodek                     |       |
| 16. | "O kraju mój"                                                                      | 4:40  |
|     | - muz. G. Turnau, sł. S. Baliński, śpiew Aleksandra Maurer                         |       |
|     |                                                                                    | 59:02 |
|     |                                                                                    |       |